# عبد الحسين الأزري
عبد الحسين بن يوسف الأزري (1880 - 1954)، شاعر وكاتب وصحفي وسياسي من أعلام الفكر والأدب في العراق.

## سيرته
ولد عبد الحسين بن يوسف بن محمد الحظيري التميمي الأزري في بغداد سنة 1880 م/ 1298 هـ، لقب بالحظيري نسبة إلى الحظيرة، وهي منطقة قرب مدينة «بلد»، وقيل في لقبه «الأزري» أنه جاء نسبة إلى الأزر (جمع إزار)؛ لأن جده كان يبيع هذا النوع من المنسوجات.
تلقى فيها علومه الأولى ودرس الأزري في بداية حياته كما يدرس أقرانه عند الكتاتيب، ثم درس على الشيخ شكر قاضي الجعفرية، وقال الشعر وهو لا يزال فتى في الخامسة عشرة.
كان الجو السائد آنذاك يعيش حالة الاضطراب السياسي والفكري، وكان من الطبيعي أن تنشأ حركة أدبية في ظل هذه الأجواء فدوى صوت الأزري عاليا وقويا في الاوساط الأدبية والاجتماعية والسياسية، فكان نشطا في دعم القضايا الإسلامية والدفاع عن الشريعة الحقة والمطالبة بحقوق الشعب والتحريض ضد المستعمرين فانضم إلى حزب الائتلاف عقب صدور الدستور العثماني سنة 1908، فأصدر صحيفة الروضة «الادبية السياسية» عام 1909، وبعد تعطلها من قبل الحكومة أصدر مصباح الشرق «السياسية» في 1910، لكنها عطلت أيضا فأصدر صحيفة المصباح عام 1911، ثم المصباح الأغر التي استمرت بالصدور حتى قيام الحرب العالمية الأولى فأغلقتها الحكومة، كما تولى شؤون مجلة العلم التي أصدرها العلامة السيد هبة الدين الشهرستاني في بغداد، ثم الإصلاح عام 1924.
ونتيجة لنشاطه السياسي فقد نفاه العثمانيون إلى الأناضول في الحرب العالمية الأولى عام 1915، وعاش في المنفى عامين تعلم فيهما التركية والفرنسية، كما كان يجيد الفارسية من قبل. كما تم نفيه إلى جزيرة هنجام من قبل الإنكليز لدوره الفاعل في ثورة العشرين، وله قصيدة في رثاء زعيم الثورة الميرزا محمد تقي الشيرازي يتبين من خلالها مدى تفاعله مع الثورة وحماسه في مقارعة الاحتلال الإنكليزي، وتفجعه وتألمه لفقدان قائدها فيقول الأزري في بعض من قصيدته:
كما مارس أعمالاً ووظائف أخرى غير الصحافة فعمل بالتجارة، كما كان مديرًا في ترامواي بغداد.
وقد حذا حذوه ولداه في نشاطه السياسي، فالأزري هو والد عبد الكريم الأزري الذي شغل منصب وزير الخارجية ووزير الاعمار، وكان آخر وزير للمالية في العهد الملكي، وعبد الأمير الأزري وزير الموصلات والأشغال وسفير العراق في طهران في العهد الملكي.

## السفور والحجاب
من أهم القضايا التي عالجها الأزري ووقف فيها موقفاً مشرفاً هي قضية الدعوة إلى السفور والتي بدأت بمصر وانتشرت في بعض البلدان العربية ومنها العراق، ووجدت لها من يؤيدها وكان من أشد مؤيديها في العراق الزهاوي والرصافي اللذين دعا في شعرهما إلى السفور ونبذ الحجاب بدعوى التحرّر، فوقف الأزري مدافعاً عن دينه وقيمه وأخلاقه وأبت عليه غيرته أن تكون هكذا دعوة في بلد الأئمة المعصومين (عليهم السلام)
وكان الرصافي قد كتب عدة قصائد في الدعوة إلى السفور يقول في مطلع إحداها:
ويقول من أخرى:
ومن ثالثة:
أما الزهاوي فراح يطلق سمومه على الملأ دون وازع من دين أو ضمير، يقول في مطلع إحدى قصائده:
ويقول من أخرى:
ومن أخرى يهاجم بها الحجاب:
وأمام هذا التيار المنحرف كان لا بد من وقفة أمام هذه الدعوة الفاسدة، ولا بد من صوت يرد على هذه الأضاليل فكان هذا الصوت هو صوت شاعرنا عبد الحسين الأزري الذي ألقم دعاتها حجراً، فكان من أقواله في ذلك:

## الأزري في سجل التاريخ
قال عنه الأستاذ علي الشرقي: (في أوائل الحكم الوطني اُقيمت في بغداد سوق للشعر على غرار سوق عكاظ توافد إليها الاُدباء والشعراء من أنحاء العراق، وضربت خيمة للمحكّمين، وتبارى يوم ذاك الاُزري والرصافي والزهاوي، ففاز الحاج عبد الحسين، وحكم له بالتفوّق على صاحبيه) 
وقال عنه الأستاذ الكبير جعفر الخليلي: (من شعراء العراق اللامعين، حر التفكير والعقيدة، ومن أوائل دعاة التحرير، وقد أصدر في العهد العثماني جريدة ببغداد، كانت من أوائل الجرائد إن لم تكن أول جريدة طالبت بحقوق العرب وحريتهم، وقد نفاه الأتراك وحُبس في الأناضول ولم يكن يعرف له هذه الشاعرية الفياضة إلا القليل حتى ظهر لأول مرة بسوق عكاظ ببغداد، وكان من المجلين في تلك الحلبة، ثم اشتهر بعد ذلك كشاعر متحرر سلس العبارة محكم القافية، ولشعره طابع خاص قل الذين يجارونه فيه عذوبة).
وقال عنه الشيخ أغا بزرك الطهراني: (كان يتقن اللغة التركية والفارسية مضافاً إلى الفرنسية، وقرض الشعر وهو دون الخامسة عشرة فأجاد وأبدع على صغر سنه وتعاطى التجارة واشتغل بالسياسة وجال في عالم الصحافة).
وقال عنه عبد العزيز البابطين: (نظم في الموضوعات المألوفة التي تناولها شعراء عصره: الإصلاح الاجتماعي والسياسي، والقضايا القومية، كما رثى، ووصف، وهنّأ، غير أن بعض قصائده فيها دعابة واضحة واستثمار لفن المفارقة، وفي بعض آخر نفس قصصي واضح، وربما أشبع الوصف حتى يُظن أن هذا من أثر قراءته في الشعر الفرنسي).
وقال عنه الحاج حسين الشاكري: (شاعر فاضل، من أسرة وجاهة وتجارة وأدب، نال قسطاً من التعليم على مشايخ الأدب في مدارس بغداد ومحافلها فأثر ذلك فيه وأغنى شعره الذي طرق فيه مختلف الظواهر الاجتماعية والأحداث السياسية، والأزري إلى جانب ذلك محدث بارع لبق ظريف، لغوي مؤرخ، يعد من شعراء الطليعة في الأدب العراقي).
وقال عنه الزركلي: (شاعر صحفي عراقي، من أهل بغداد. أنشأ جريدة (المصباح) سنة 1911 - 1914 ونفي إلى الأناضول في الحرب العامة الأولى. ثم كان من رجال الثورة العراقية (1920) ونفاه الإنكليز إلى هنجام. انتخب منه روفائيل بطي في الأدب العصري نحو 40 صفحة، قالت وكالة الأنباء العربية في خبر وفاته ببغداد: كان من الرواد الذين أعانوا على تحقيق الحكم الوطني في العراق). 
وقال عنه المحقق الشيخ محمد صادق الكرباسي: (اشتغل بالصحافة والسياسة بحكم عصره ومواهبه، أديب شاعر كان يتقن اللغات العربية والفارسية والتركية). 
وقد وردت ترجمة الأزري في عدد من المراجع الأدبية الأخرى مثل: أعيان الشيعة، والدليل العراقي، والأدب العصري في العراق، ومعجم المؤلفين العراقيين وغيرها، كما ألف عنه الأستاذ نظير خير الدين كتابا تضمن حياته ودراسة شعره.

## شعره
قال عنه عبد العزيز البابطين في معجمه أنه «نظم في الموضوعات المألوفة التي تناولها شعراء عصره: الإصلاح الاجتماعي والسياسي، والفكري، والقضايا القومية، كما رثى، ووصف، وهنّأ، غير أن بعض قصائده فيها دعابة واضحة واستثمار لفن المفارقة، وفي بعض آخر نفس قصصي واضح، وربما أشبع الوصف حتى يُظن أن هذا من أثر قراءته في الشعر الفرنسي.»
له ديوان (الحاج عبد الحسين الأزري) حققه: مكي السيد جاسم وشاكر هادي شكر -مؤسسة النعمان- بيروت (صدر في السبعينات)، الديوان 416 صفحة، وضم ديوان الأزري مختلف أغراض الشعر حيث كتب نظم في الإصلاح الاجتماعي والسياسي والفكري كما كتب في أهل البيت (عليهم السلام)، وله مجموعة من قصائد مختارة ضمها كتاب "الأدب العصري في الكتاب العربي
يقول الأستاذ علي الشرقي عن شعره: (وليس للأستاذ الأزري ديوان واحد ولكن هذا المجموع كان الحبيب إليه من شعره. لم يبهرني ذلك الديوان بديباجته المشرقة ولا لأنه مجموعة صور رسمتها ريشة خلاق بل لأني وجدته وعاءً أنيقاً في قراراته روح الشاعر، وفي جنباته قلبه المشع وعاطفته الملتهبة...)
وقال السيد جواد شبر عن ديوانه: (وله ديوان شعر يصوّر فيه أفكار جيل كامل بكل نزعاته تصويراً غاية في البراعة)
ومن أهم أغراض الديوان التي عالجها الأزري هي قضية أهل البيت (عليهم السلام) مسلطاً الضوء على القضايا التاريخية التي رافقت حياتهم (عليهم السلام) بأسلوب رصين وموضوعي مشخِّصاً الداء الذي أصاب الجسد الإسلامي بإبعادهم عن مكانهم الطبيعي في الخلافة.

## أعماله
ترك الأزري عدة مؤلفات -شعرية ونثرية- في الأدب والتاريخ والسياسة منها:
- تاريخ العراق قديماً وحديثاً: في جزأين كبيرين على أهبة الإكمال
- ديوان الأزري: شعر انتخب منه روفائيل بطي في الأدب العصري نحو 40 صفحة، وقد اجتمع من منظوماته القديمة والحديثة مجموعة صالحة تمثل ديوانه.[14]
- مجموعة الأزري: مقالاته، وهي مقالات في السياسة والاجتماع والخلاق.[14]
- قصر التاج (رواية)
- بوران: (لروايتان من رواياته التاريخية الأدبية الغرامية التي ألفها وبلغ بها الاثنتي عشرة رواية.
- بطل الحلة: رواية وصف فيها ما أنزل الأتراك بالحلة من الفجائع في عصره، بأسلوب قصصي.[14]

## وفاته
توفي عبد الحسين الأزري في بغداد عام 1954م/ 1374ه.

## وصلات خارجية
- في أرشيف المجلات